# Tiroler Graukäse

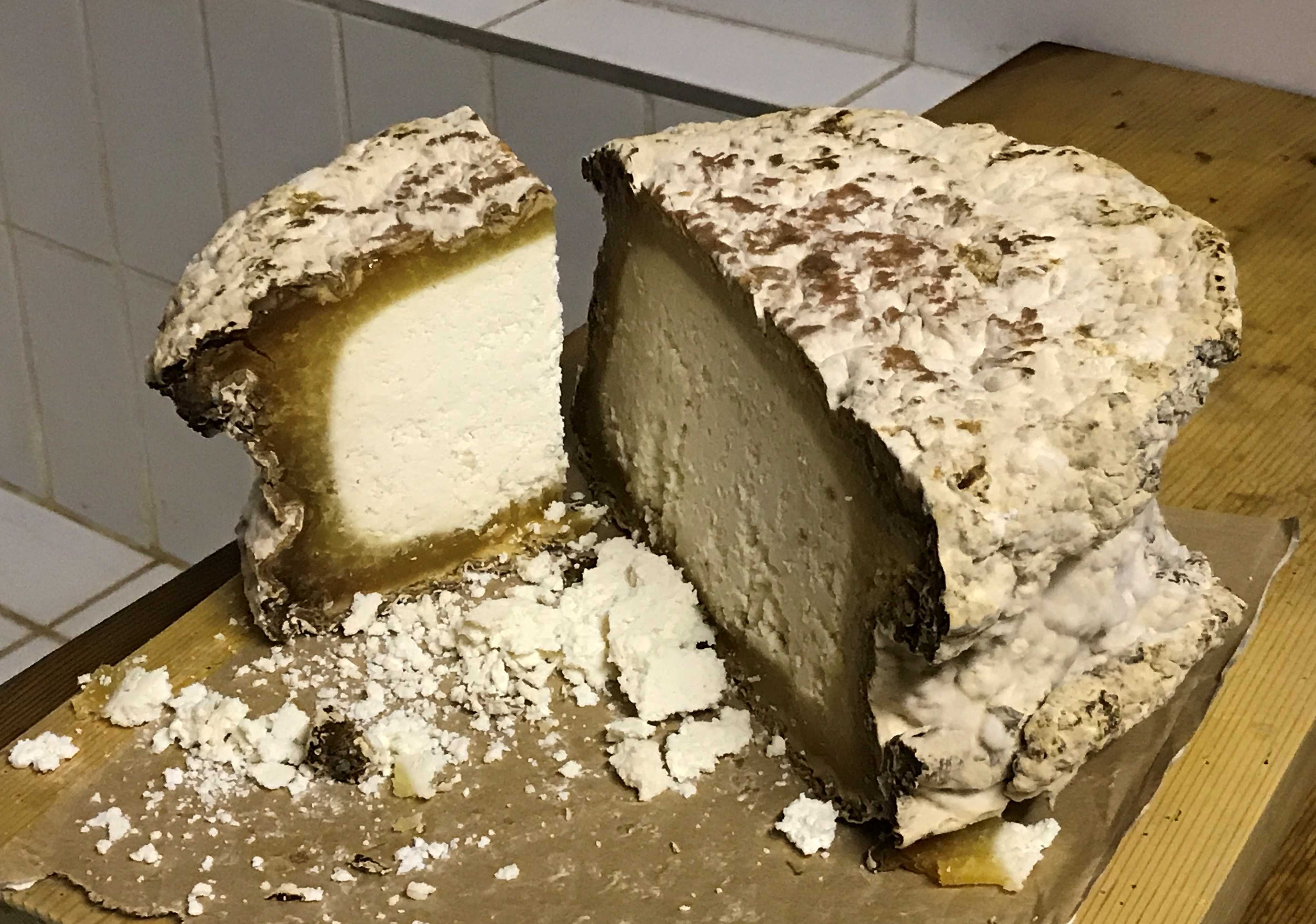
Tiroler Graukäse

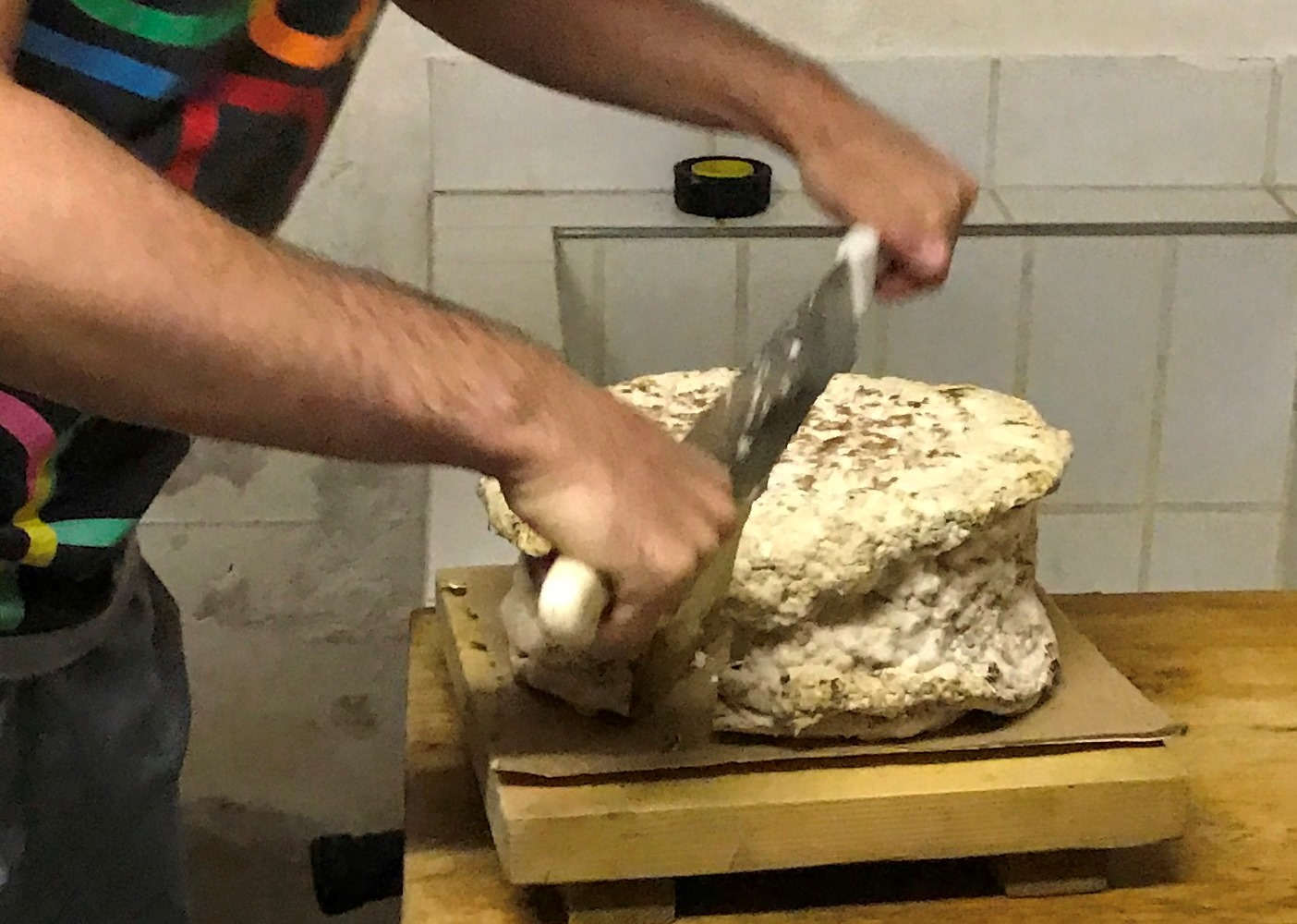
Schneiden eines Graukäselaibes

Tiroler Graukäse ist ein Sauermilchkäse aus Tirol. Er schmeckt würzig-säuerlich und wird mit zunehmender Reife schärfer. Der Graukäse ist mit einem Fettgehalt von höchstens 2 % F. i. T. sehr fettarm. Er besitzt eine dünne, rissige Rinde, die meist einen grünlich-grauen Edelschimmelrasen aufweist. Der Käseteig ist weißlich-gelb bis speckig und trocken. In den Handel kommt er in Laib-, Brot-, Scheiben- oder Stangenform mit einem Gewicht von 200 Gramm bis 4 Kilogramm. Verwendung findet er beispielsweise in den Tiroler Kaspressknödeln, den Zillertaler Krapfen oder mit Essig, Öl, Zwiebeln und Gewürzen mariniert (Saurer Graukäse). Er passt gut zu dunklem Brot oder wird im Verhältnis 1:1 mit Butter gegessen.

## Herstellung

### Gegenwart
Hergestellt wird der Graukäse aus meist magerer Kuhmilch aus silagefreier Fütterung. Das Dicklegen erfolgt mit Milchsäurebakterien, dabei entsteht ohne Lab ein Käsebruch. Dieser Topfen (Quark) wird in Formen gefüllt und ist nach mindestens zehnwöchiger Kellerreifung tafelfertig.

### Historisch
Graukäse war früher ein Arme-Leute-Essen, denn Magermilch war in der Alpenregion nach dem Abschöpfen des Rahms meist im Überfluss da. Der Käsebruch wurde häufig direkt neben dem Holzofen gereift, sodass schnell ein schmackhafter Graukäse entstehen konnte.

## Bezeichnung

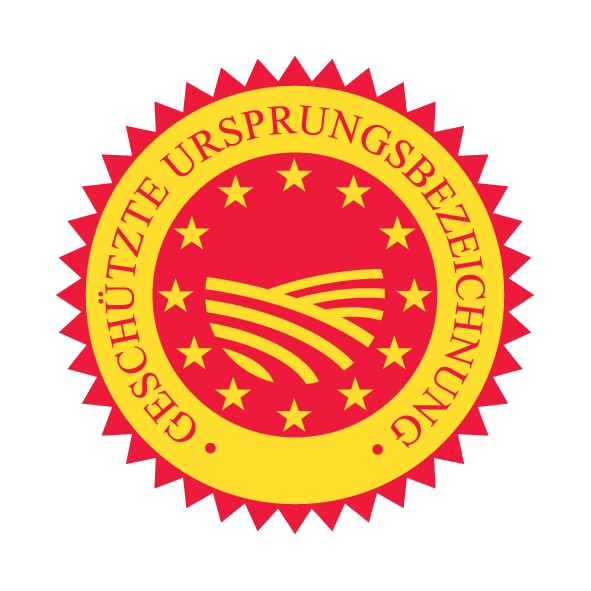

Als traditionelles Lebensmittel wird der Graukäse durch eine europäische Ursprungsbezeichnung geschützt. Der Name „Tiroler Graukäse“ darf in keine andere Sprache übersetzt werden und muss auf dem Etikett in leserlichen und unauslöschbaren Buchstaben angebracht werden und sich eindeutig von jeder anderen Aufschrift abheben. Die Angabe „geschützte Ursprungsbezeichnung“ oder die Abkürzung „g.U.“ muss unmittelbar darauf folgen.
Graukäse aus der Steiermark wird im Volksmund auch Murtaler oder Murbodner Steirerkas genannt, diese Bezeichnung ist jedoch nicht geschützt. Der Murtaler Steirerkas ist nicht zu verwechseln mit dem Ennstaler Steirerkas, einem brüchigen Sauermilchkäse mit Schimmel und 0,5 % Fett.